# Mercedes-Benz L319

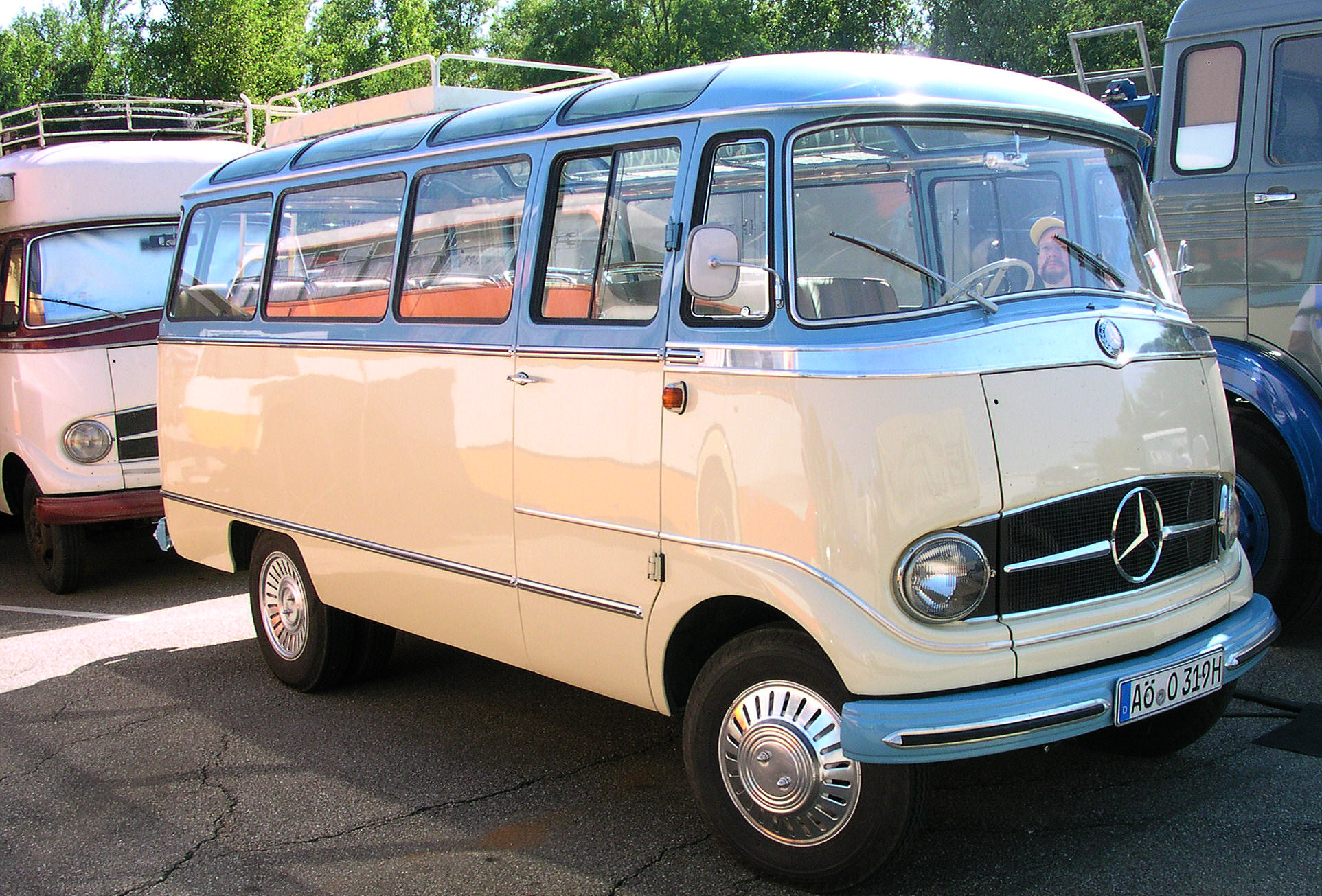
Мікроавтобус Mercedes-Benz L319

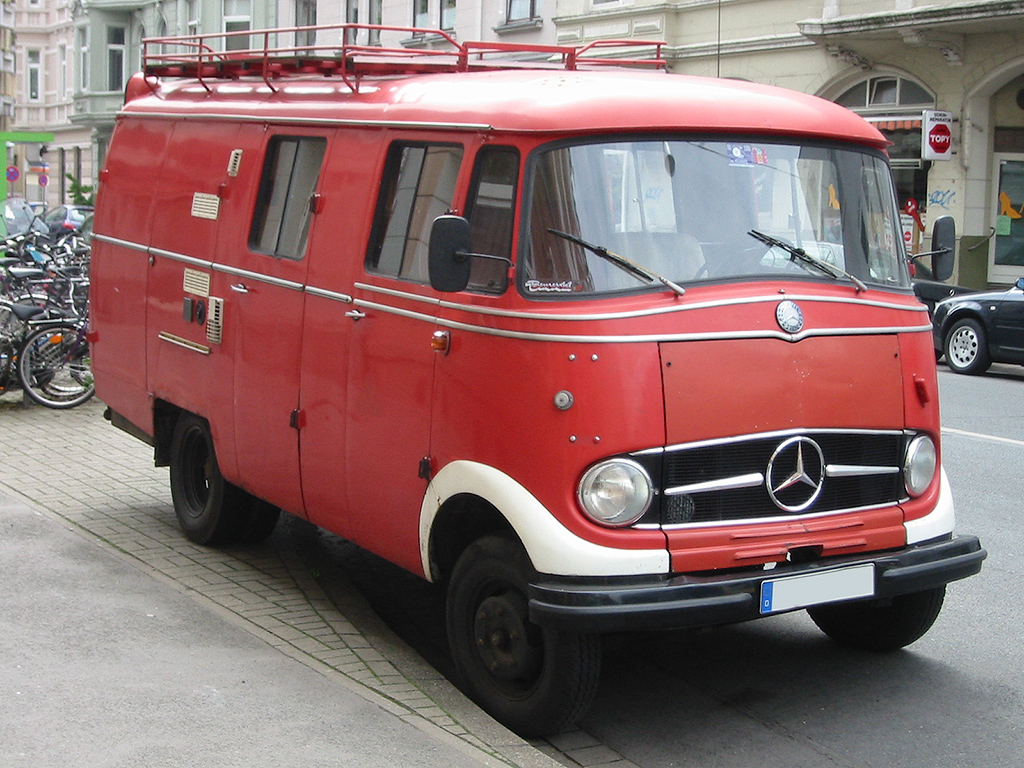
Фургон Mercedes-Benz L319

Mercedes-Benz L319 — сімейство комерційних автомобілів Mercedes-Benz, яке випускалося з 1955 по 1967 рік.

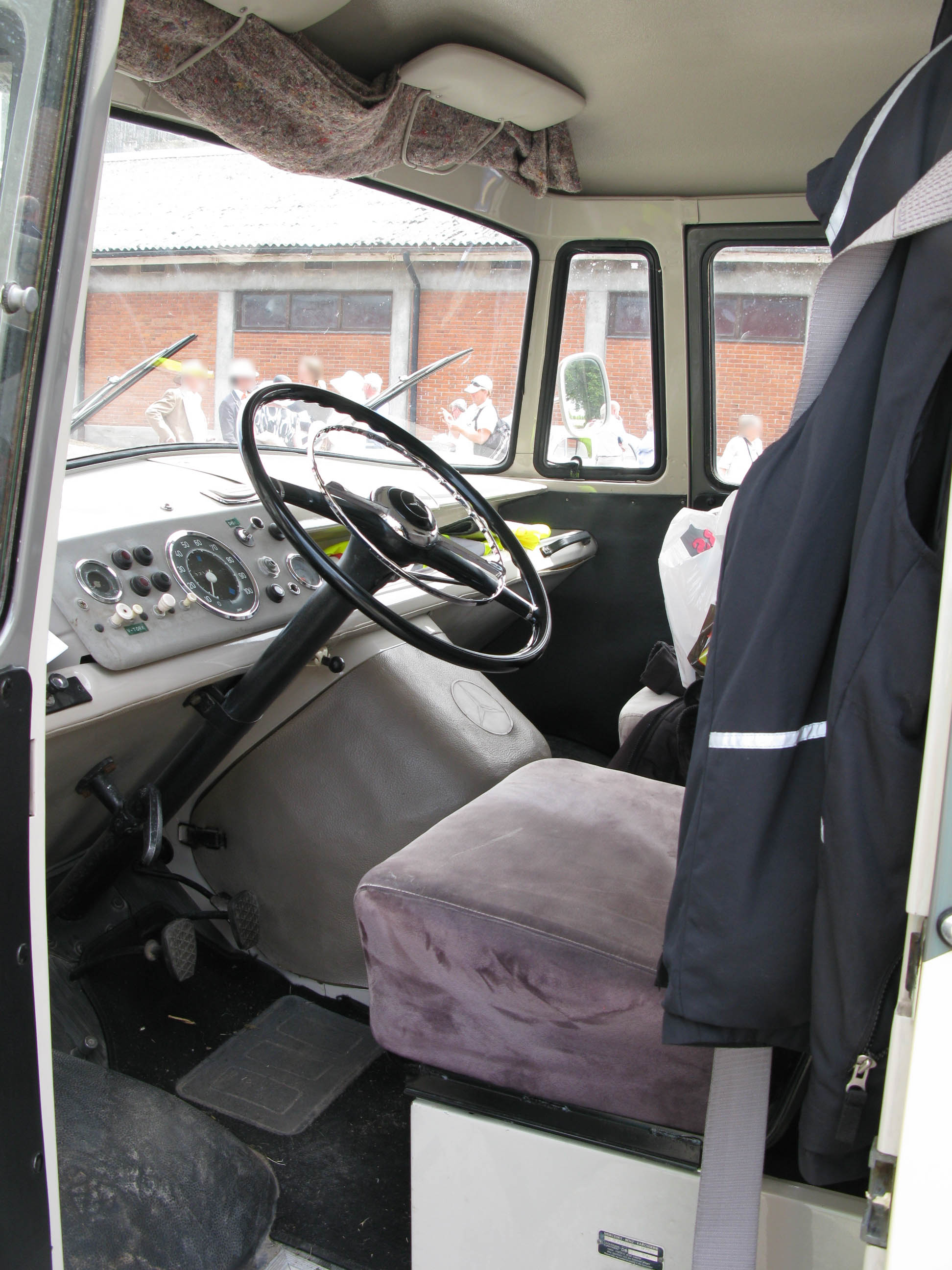

Перший повоєнний фургон фірми — Mercedes-Benz L319 — був представлений на Міжнародному автосалоні у Франкфурті-на-Майні в 1955 році.
Родоначальником нового сімейства малотоннажних вантажівок став компактний 1,75-тонний безкапотний фургон L319D з тримальними кузовом, що відрізнявся своєрідною зовнішністю з елліпсовидними фарами і просунутими вперед передніми колесами.
Попит на недорогий, маневрений і економічний автомобіль виявився настільки високим, що в 1958 р. його серійне виробництво було розгорнуто на колишньому заводі фірми Auto Union в Дюссельдорфі.
До 1967 року вироблено 107 тис. примірників.

## Конструкція
У конструкції підлоги моделі L 319 була застосована окрема, жорстка на скручування рама, що складається з поперечних і поздовжніх балок. Ця рама дозволяла встановлювати кузова для будь-яких видів вантажів. Дві зсувні двері в L319 спрощували завантаження/розвантаження в штовханині міських центрів. Бортові варіанти і шасі з кабіною забезпечувалися ланжеронною рамою.
Установка всього силового блоку і переднього моста здійснювалося на додатковому підрамнику. Дизельний двигун ОМ636 (1767 см3, 43 к.с.) був запозичений у легкової серії 180D. З 1957 р. на моделі L319 встановлювався 1,9-літровий карбюраторний мотор в 65 к.с. від легковий серії 190. Всі машини гамми 319 оснащувалися синхронізованою 4-ступінчастою коробкою, гіпоїдною головною передачею, нерозрізним мостом на листових ресорах, гідроприводом гальм і рейковим рульовим механізмом. З 1961 р. їх потужність зросла до 50 і 68 к.с. відповідно, забезпечивши максимальну швидкість 95 км/год. У дизельному варіанті витрата палива становила 8,5 л на 100 км.

## Двигуни
Бензинові
- 1,9 л M 121 65 к.с. при 4500 об/хв 125 Нм при 2500 об/хв (до 1961)
- 1,9 л M 121 68 к.с. при 4400 об/хв 128 Нм при 2500 об/хв (з 1961)
- 2,0 л M 121 80 к.с. при 5000 об/хв 128 Нм при 2500 об/хв (з 1965)

Дизельні
- 1,8 л OM 636 44 к.с. при 3500 об/хв 98 Нм при 1500 об/хв (до 1961)
- 2,0 л OM 621 50 к.с. при 4000 об/хв 108 Нм при 2200 об/хв (з 1961)
- 2,0 л OM 621 55 к.с. при 4350 об/хв 113 Нм при 2400 об/хв (з 1965)